# Стадион Жози Бартел
Стадион Жози Бартел (фр. Stade Josy-Barthel) је фудбалски стадион у граду Луксембургу, на којем од његовог отварања 1931. своје утакмице као домаћин игра Фудбалска репрезентација Луксембурга.

## Историја
Пројекат за стадион урађен је 1928. градио се три године (1928—1931), а званично је отворен 1931. Потпуно је реновиран од 1989. до 1990. Капацитет стадиона износи 8.125 места. Осим фудбалског игралишта стадион имаи атлетску стазу. 
Налази се у западном делу главног града Луксембурга. До 1993. стадион је носио назив „Градски стадион” . Од јула 1993. Носи име Жози Бартел, по спортисти и политичару  Жозију Бартелу којије преминуо годину дана раније.